# Sida jatrophoides
Sida jatrophoides är en malvaväxtart som beskrevs av L'herit.. Sida jatrophoides ingår i släktet sammetsmalvor, och familjen malvaväxter. Inga underarter finns listade i Catalogue of Life.